# Hannelore Schroth
Hannelore Emilie Käte Grete Schroth (Berlijn, 10 januari 1922 - München, 7 juli 1987) was een Duits actrice. Zij speelde de rol van Mathilde Obermüller in de film Der Hauptman von Köpenick.
Zij was de dochter van acteur Heinrich Schroth en actrice Käthe Haack en was een halfzus van Heinz Schroth en acteur Carl-Heinz Schroth. In haar eerste huwelijk was zij getrouwd met acteur Carl Raddatz. Uit haar tweede huwelijk met de Oostenrijkse duikpionier Hans Hass werd acteur Hans Hass Jr. geboren. In haar derde huwelijk werd haar tweede zoon geboren. 

## Biografie
Als dochter van het acteursechtpaar Heinrich Schroth en Käthe Haack volgde ze tot 1938 een acteeropleiding in Lausanne. Hannelore Schroths halfbroer was de acteur Carl-Heinz Schroth. Als kind verscheen ze voor het eerst samen met haar moeder in Max Ophüls' korte filmkomedie Dann schon lieber Lebertran. Haar eerste grote succes volgde in 1938 met Spiel im Sommerwind. Van de vele films die volgden, springt Unter den Brücken van Helmut Käutner met Gustav Knuth en Carl Raddatz eruit. In 1944 stond ze op de gratielijst van het Reichsministerium für Volksaufklärung und Propaganda..
Ondanks talrijke optredens in film en televisie, vond ze in de daaropvolgende jaren steeds weer haar weg naar het podium en kreeg ze theaterrollen in Wenen, Düsseldorf, Hamburg, Berlijn en München. In 1969 ontving ze de Grote Bad Hersfeld Prijs voor haar toneelwerk en in 1980 het Gouden Filmlintje voor haar filmwerk.
Hannelore Schroth heeft ook veel werk verricht op het gebied van nasynchronisatie. Ze leende haar stem aan Paulette Goddard (The Great Dictator), Gina Lollobrigida (The Last Stage), Shirley MacLaine (The Girl Irma la Douce) en Elizabeth Taylor (Who's Afraid of Virginia Woolf?). Ze probeerde ook Franse chansons te zingen en bracht verschillende lp's uit met voordrachten van werken van Ephraim Kishon samen met Friedrich Torberg.
In haar eerste huwelijk vanaf 1944 was Hannelore Schroth korte tijd getrouwd met Carl Raddatz en in haar tweede huwelijk tot 1950 met de Oostenrijkse duikpionier Hans Hass. Haar zoon uit dit huwelijk, Hans Hass jr. (1946-2009), was een tijdlang succesvol als acteur en popzanger. Uit haar derde huwelijk, in 1953 in Rome, met Peter Köster (* 25 oktober 1922 in Berlijn; † 2014), een advocaat en filmproducent met een doctoraat in de rechten, zoon van de voormalige Rijksminister Adolf Köster en zijn vrouw Käthe, geboren Mahr, werd hun zoon Christoph Kantapper Köster (1953-2012) geboren, die als advocaat werkte.

## Overlijden
Hannelore Schroth overleed op 7 juli 1987 op 65-jarige leeftijd aan hartfalen in haar flat in München. De Duitse bondskanselier Helmut Kohl betuigde zijn medeleven. Ze werd begraven naast haar moeder Käthe Haack, die het jaar daarvoor was overleden, op de staatsbegraafplaats Heerstraße in wat nu het Westend district van Berlijn is (graflocatie: 16-J-27). Haar zoon Christoph, die door zelfmoord om het leven kwam, werd daar ook begraven in 2012.

## Filmografie
- 1931: Dann schon lieber Lebertran
- 1939: Kitty und die Weltkonferenz
- 1939: Der Gouverneur
- 1939: Spiel im Sommerwind
- 1939: Weißer Flieder
- 1939: Kitty und die Weltkonferenz
- 1939: Der Gouverneur
- 1940: Friedrich Schiller - Der Triumph eines Genies
- 1940: Amor doet in kousen
- 1940: Die Räuber
- 1941: Menschen im Sturm
- 1941: Kleine Mädchen - große Sorgen
- 1942: Sieben Jahre Glück
- 1943: Die schwache Stunde
- 1943: Liebesgeschichten
- 1943: Sophienlund
- 1944: Seinerzeit zu meiner Zeit
- 1944: Eine Frau für drei Tage
- 1946: Unter den Brücken
- 1948: Das singende Haus
- 1949: Kätchen für alles
- 1949: Derby
- 1949: Lambert fühlt sich bedroht
- 1949: Hallo - Sie haben Ihre Frau vergessen
- 1950: Taxi-Kitty
- 1950: Die wunderschöne Galathee
- 1951: Das unmögliche Mädchen
- 1951: Kommen Sie am Ersten
- 1951: Unschuld in tausend Nöten
- 1951: Fräulein Bimbi
- 1952: Der Fürst von Pappenheim
- 1953: Die Tochter der Kompanie
- 1953: Dame Kobold
- 1953: Tobias Knopp, Abenteuer eines Junggesellen (voice)
- 1955: Wie konnte mir das passieren
- 1956: Geliebte Corinna
- 1956: ...wie einst Lili Marleen
- 1956: Der Hauptmann von Köpenick
- 1956: Vor Sonnenuntergang
- 1957: Die Freundin meines Mannes
- 1958: Der Mann, der nicht nein sagen konnte
- 1958: Ein Mann, der seinen Namen änderte
- 1958: Italienreise - Liebe inbegriffen
- 1958: Ein Glas Wasser
- 1959: Alle lieben Peter
- 1960: Himmel, Amor und Zwirn
- 1960: Liebling der Götter
- 1960: Zum Geburtstag
- 1961: Schule der Gattinnen
- 1961: Aimée
- 1961: Küß mich Kätchen
- 1962: Willy
- 1963: Dantons Tod
- 1963: Die erste Lehre
- 1964: Meine Nichte Susanne
- 1964: Das Pferd
- 1964: Polizeirevier Davidswache
- 1964: Der Liebhaber
- 1965: Mutter Courage und ihre Kinder - Eine Chronik aus dem Dreißigjährigen Krieg
- 1965: Ein Anruf für Mister Clark
- 1966: Herzliches Beileid
- 1967: Neapolitanische Hochzeit
- 1968: Heinrich VIII. und seine Frauen
- 1968: Die Aufgabe
- 1968: Der Sommer der 17. Puppe
- 1969: Das Foto
- 1970: Das Loch zur Welt
- 1970: Auftrag: Mord!
- 1971: Emil i Lönneberga
- 1971: Wir hau'n den Hauswirt in die Pfanne
- 1971: Drei mal Hoffnung
- 1972: Nya hyss av Emil i Lönneberga
- 1973: Emil och griseknoen
- 1976: Bomber & Paganini
- 1978: Zwischengleis
- 1979: Lucky Star
- 1979: Eine Dummheit macht auch der Gescheiteste
- 1980: Kein Geld für einen Toten
- 1982: Sicaron
- 1982: Erinnerung - Sicaron
- 1984: Aida Wendelstein
- 1984: Revolution im Ballsaal
- 1984: Friedliche Tage
- 1985: Fridolin
- 1987: Wann, wenn nicht jetzt
- 1987: Herz mit Löffel
- 1988: Fridolins Heimkehr

## Televisieseries
- 1967: Das Kriminalmuseum
- 1969: Alle Hunde lieben Theobald
- 1975-1976: Emil i Lönneberga
- 1977, 1981: Polizeiinspektion 1
- 1980, 1984: Derrick
- 1983: Tatort
- 1983: Engel auf Rädern
- 1988: L'heure Simenon